# Phyllagathis tuberosa
Phyllagathis tuberosa är en tvåhjärtbladig växtart som först beskrevs av Carlo Hansen, och fick sitt nu gällande namn av Nicoletta Cellinese och Susanne Sabine Renner. Phyllagathis tuberosa ingår i släktet Phyllagathis och familjen Melastomataceae. Inga underarter finns listade i Catalogue of Life.